# رخام مكرانا

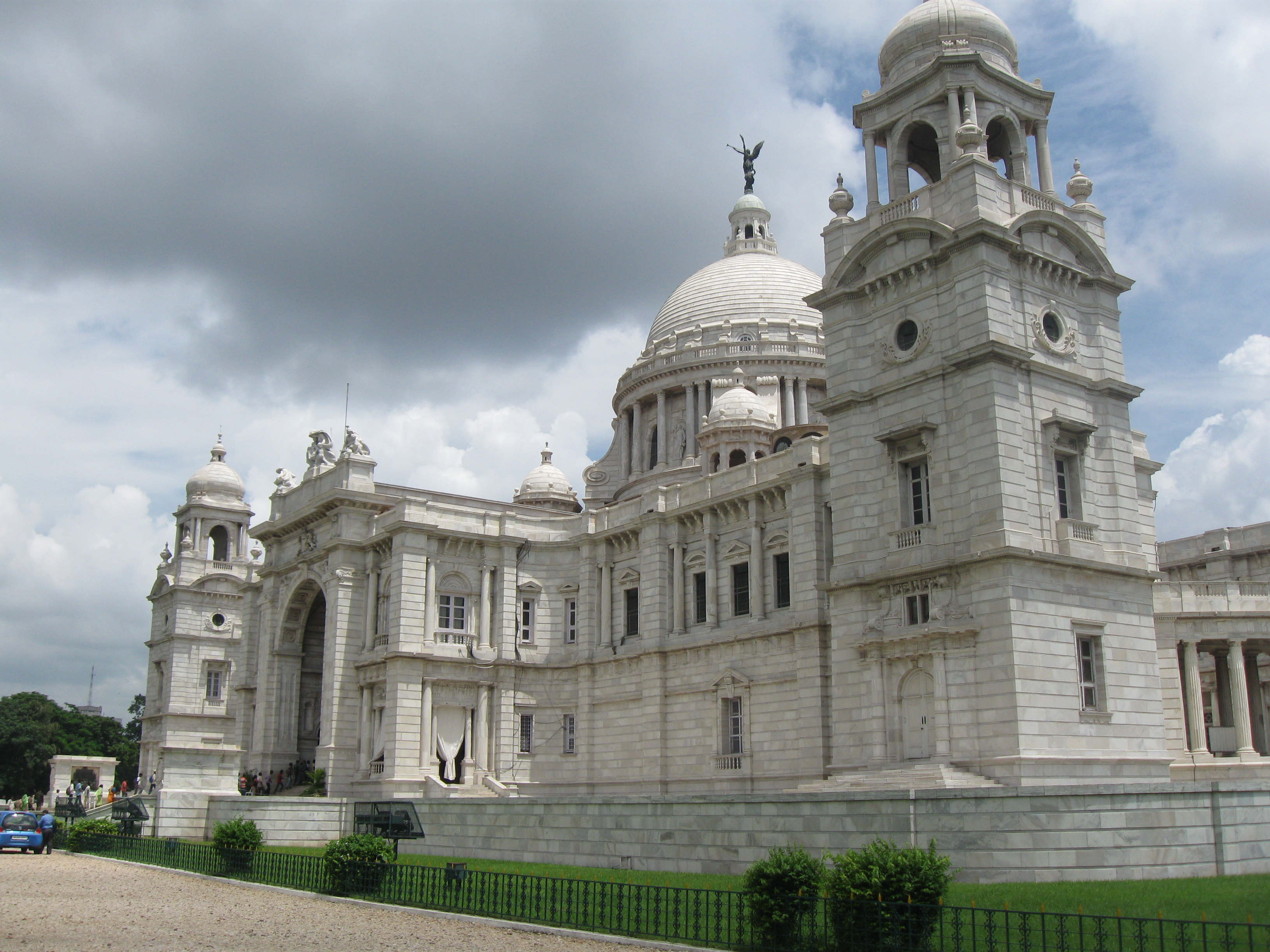
رخام مكرانا على نصب فيكتوريا التذكاري في كلكتا

رخام مكرانا هو نوع من الرخام الأبيض، وهو مشهور للاستخدام في النحت وديكور البناء. تم استخراجه في بلدة مكرانا في راجستان، بالهند، واستخدم في بناء العديد من المعالم الأثرية مثل تاج محل في أجرا ونصب فيكتوريا التذكاري في كولكاتا. تم إدراج رخام مكرانا من أحجار التراث العالمي من قبل الاتحاد الدولي للعلوم الجيولوجية.

## من المباني أو المعالم البارزة التي استخدم رخام مكرانا في بنائها
- تاج محل في أغرا بالهند.[2][3][4]
- نصب فيكتوريا التذكاري في كلكتا بالهند،[2] وتم اختيار رخام ماكرانا على أنواع أوروبية أخرى مختلفة في بناء نصب فيكتوريا التذكاري، بعد أن خلصت عدة اختبارات إلى أن رخام ماكرانا متفوق عن الأنواع السابقة. يرجع الفضل لذلك إلى الجيولوجي البريطاني السير توماس هنري هولاند، في التوصية باستخدام رخام مكرانا في بناء نصب فيكتوريا التذكاري.[5]
- مسجد الشيخ زايد في أبو ظبي، بالإمارات العربية المتحدة.[6][7]
- مسجد موتي في لاهور بباكستان.[8][9]